# گنبدهای نمکی خرسین
گنبدهای نمکی خرسین از آثار طبیعی ملی ایران است که در استان هرمزگان ایران قرار دارد. این اثر طبیعی ملی طبق مصوبهٔ شمارهٔ ۵۴۸ در تاریخ ۱۳۸۲/۱۲/۲۷ در فهرست مناطق تحت حفاظت سازمان محیط زیست ایران قرار گرفت.
غار نمکی خرسین یکی از جاذبه‌های طبیعی ایران است که در استان هرمزگان و شمال بندرعباس مرکز این استان واقع شده است. با توجه به این که غار خرسین در زمره غارهای نمکی قرار دارد و به‌صورت کلی این گونه غارها به دلیل احتمال ریزش سقف و دیواره‌ها مخاطره‌آمیز محسوب می‌شوند، باید از بازدید آن طی فصول بارندگی اجتناب شود. برای دسترسی به این غار باید به ۷۰ کیلومتری شمال بندرعباس در محور بندرعباس به سیرجان رفت و از آنجا از طریق جاده‌ای فرعی به سمت روستای سیاهو و سپس به طرف روستاهای تل‌سورو و خرسین رفت. دهانه ورودی غار در دره مقابل باغهای نارنگی بسیار مرغوب این منطقه و قبل از رسیدن به روستای خرسین قرار دارد. برای نفوذ به عمق غار استفاده از تجهیزاتی نظیر چراغ پیشانی ضروری است.